# 顶山食葵
顶山食葵，又称顶山瓜子，是中华人民共和国新疆维吾尔自治区阿勒泰地区福海县的一个土特产向日葵，是中国地理标志产品。

## 沿革
1960年新疆兵团第十师一八二团组建，位于准噶尔盆地北缘，属大陆性气候，光热资源丰富。当地主要种植向日葵等经济作物。在团属企业支撑下，当地实现了“基地+企业”一体化格局，形成了“顶山食葵”品牌。2008年，顶山食葵通过无公害农产品认证。2009年7月，一八二团被中国特产之乡组委会命名为“中国食葵之乡”。2013年，顶山食葵顺利通过中国农业部地理标志认证，这也是第十师首个获国家地理标志认证的农产品。